# حارة سد شعوب (صنعاء)
حارة سد شعوب هي إحدى حارات حي سبأ بمديرية شعوب إحد مديريات العاصمة اليمنية صنعاء، بلغ تعداد سكانها 6360 نسمة حسب تعداد اليمن لعام 2004.